# Космос-220
Космос-220 је један од преко 2400 совјетских вјештачких сателита лансираних у оквиру програма Космос.
Космос-220 је лансиран са космодрома Плесецк, СССР, 7. маја 1968. Ракета-носач Р-14 Чусоваја (рус. Чусовая) (8К65, НАТО ознака SS-5 Skean) са додатим степеном је поставила сателит у орбиту око планете Земље. Маса сателита при лансирању је износила 775 килограма. Космос-220 је био навигациони сателит.